# Špela Kratochwill
Špela Kratochwill, slovenska ritmična gimnastičarka * 27. januar 1998.
Je trikratna slovenska državna prvakinja (2014, 2015, 2016) in trikratna slovenska mladinska državna prvakinja v mnogoboju. Tekmovala je na Evropskem prvenstvu leta 2014, kjer je zasedla 33. mesto z obročem (15.500), 44. z žogo (14.966), 34. s kiji (15.600) in 36. s trakom (14.983). Skupaj z rojakinjama Saro Kragulj in Monijo Čebašek so zasedle 19. mesto v ekipni konkurenci. Tekmovala je na [[Evropsko prvenstvo v ritmični gimnastiki Svetovnem prvenstvu leta 2015, kjer je končala na 50. mestu v mnogoboju - 48. z obročem (15.566), 47. z žogo (15.350), 50. s kiji (15.850) in 100. s trakom (13.616).
Kvalificirala se je na predolimpijski turnir v Riu 2016 in se po sedmih mesecih okrevanja zaradi poškodbe vrnila na tepih ter zasedla 24. v mnogoboju.

## Informacije o glasbi
| Leto | Rekvizit | Naslov glasbe                                                    |
| ---- | -------- | ---------------------------------------------------------------- |
| 2016 | Hoop     |                                                                  |
| 2016 | Žogo     | Satelitski od Lena                                               |
| 2016 | Klubi    | 19 Št. 03 Veris Leta Facies (Sopran 2) od Preoblikovanje Studios |
| 2016 | Trak     | Nazende za Bilen Yıldırır                                        |
| 2015 | Hoop     |                                                                  |
| 2015 | Žogo     | Satelitski od Lena                                               |
| 2015 | Klubi    | 19 Št. 03 Veris Leta Facies (Sopran 2) od Preoblikovanje Studios |
| 2015 | Trak     | Malagueña za Connie Francis                                      |
| 2014 | Hoop     |                                                                  |
| 2014 | Žogo     | Celem, po Celem Yıldız Ibrahimova                                |
| 2014 | Klubi    |                                                                  |
| 2014 | Trak     | Malagueña od Connie Francis                                      |
| 2014 | Gala     | Non, je ne regrette rien od Édith Piaf                           |